# Galium shepherdii
Galium shepherdii är en måreväxtart som beskrevs av Jung-mend.. Galium shepherdii ingår i släktet måror, och familjen måreväxter. Inga underarter finns listade i Catalogue of Life.